# Champ-sur-Barse
Champ-sur-Barse település Franciaországban, Aube megyében. Lakosainak száma 26 fő (2022. január 1.). Champ-sur-Barse La Loge-aux-Chèvres, Vendeuvre-sur-Barse, La Villeneuve-au-Chêne és Villy-en-Trodes községekkel határos.

## Népesség
A település népességének változása:
| Lakosok száma | 42   | 46   | 45   | 34   | 29   | 27   | 27   | 27   | 27   | 26   |
|               | 1968 | 1982 | 1990 | 2006 | 2013 | 2015 | 2017 | 2019 | 2020 | 2022 |